# Marcel Lalu
Marcel Lalu, (Limoges, 24 de março de 1882 - desc.) foi um ginasta que competiu em provas de ginástica artística pela França. 

## Vida
Nascido em 1882, começou a competir profissionalmente em 1900, aos dezoito anos de idade, em uma época em que a ginástica não possuía muitas competições nacionais e internacionais. Sua  campanha olímpica iniciou-se nos Jogos de Paris, nos quais fora a final do individual geral e terminara na oitava posição. Oito anos mais tarde, nas Olimpíadas de Londres, subiu uma colocação e finalizou a competição em sétimo. Em sua última participação olímpica, nos Jogos de Estocolmo, encerrou a disputa individual na mesma colocação de quatro anos antes.
Em mundiais, sua estreia e única participação deu-se em 1905, no Mundial de Bordeaux, no qual conquistou quatro medalhas em cinco disputadas, destacados três ouros: equipe, concurso geral e barra fixa; prata nas barras paralelas. A última competição de que participou foram as Olimpíadas de Estocolmo, que disputou aos trinta anos de idade, em 1912. Apesar de competir até 1912, não participou das três edições mundiais anteriores.